# Gladiolus mariae
Gladiolus mariae, vrsta gladiole otkrivene 2019 godine u Gvineji u zapadnoj Africi.